# اسید آروماتیک

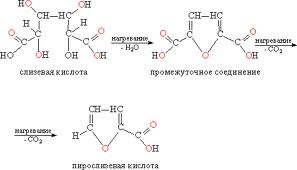
نمونه‌ای از ساختار اسید های آروماتیک.

اسیدهای آروماتیک(به انگلیسی: Aromatic acid) دسته‌ای از ترکیبات آلی آروماتیک هستند که شامل یک حلقه بنزنی که یک گروه عاملی اسیدی به آن متصل است، باشد. اسیدهای فنولی، هیدروکسی‌سینامیک اسیدها و آمینو اسیدهای آروماتیک، گونه‌هایی از این دسته ترکیبات هستند.